# Valbonnais
Valbonnais är en kommun i departementet Isère i regionen Auvergne-Rhône-Alpes i sydöstra Frankrike. Kommunen ligger i kantonen Valbonnais som tillhör arrondissementet Grenoble. År 2022 hade Valbonnais 514 invånare.

## Befolkningsutveckling
Antalet invånare i kommunen Valbonnais
Referens:INSEE